# Martin Rehmer
Martin Rehmer (* 1. August 1881 in Klocksin; † 19. Februar 1935 in Berlin) war ein deutscher Ingenieur. Von 1923 bis zu seinem Tod 1935 war er Leiter der Berliner Städtische Elektrizitätswerke Akt.-Ges. (Bewag).

## Leben
Martin Rehmer wurde als Sohn eines Landwirtes in Mecklenburg geboren. Von 1894 bis 1899 studierte er Maschinenbau. 1905 wurde er erst als Ingenieur, später als Leiter der technischen Werke der Landgemeinde Steglitz angestellt. In dieser Position entwarf er gemeinsam mit dem Steglitzer Gemeindebaumeister Hans Müller 1909/10 das Elektrizitätswerk Steglitz in Berlin-Steglitz. Er war für die technische Ausrüstung, Müller für die architektonische Auslegung, verantwortlich. Mit Müller verband Rehmer eine lebenslange Freundschaft. Mit der Gründung Groß-Berlins 1920 ging die Steglitzer Elektrizitätsversorgung auf die Bewag über und Rehmer ging zur Bewag. Am 1. Juli 1920 wird er dort kaufmännischer Leiter.
Mit der Gründung der privatrechtlichen Betriebs- und Verkaufsgesellschaft Berliner Städtische Elektrizitätswerke Akt.-Ges. 1923 wurde Rehmer dort Vorstand und erster Direktor der Neugründung. Im darauffolgenden Jahr berief er Müller zum Leiter des Bewag-Baubüros. Auf Rehmers Vorschlag hin, je ein Großkraftwerk im Osten und Westen von Berlin zu bauen, begannen 1925 die Pläne für die Umsetzung. Im Juli 1925 erhielt die AEG den Auftrag für den Bau eines neuen Großkraftwerkes in Rummelsburg. Parallel zum Bau des Kraftwerkes Klingenberg wurde nach Plänen von Müller von 1925 bis 1929 das Kraftwerk Rummelsburg ausgebaut. An diesen Kraftwerksprojekten der Bewag und dem Aufbau der Bewag war er u. a. maßgeblich beteiligt.

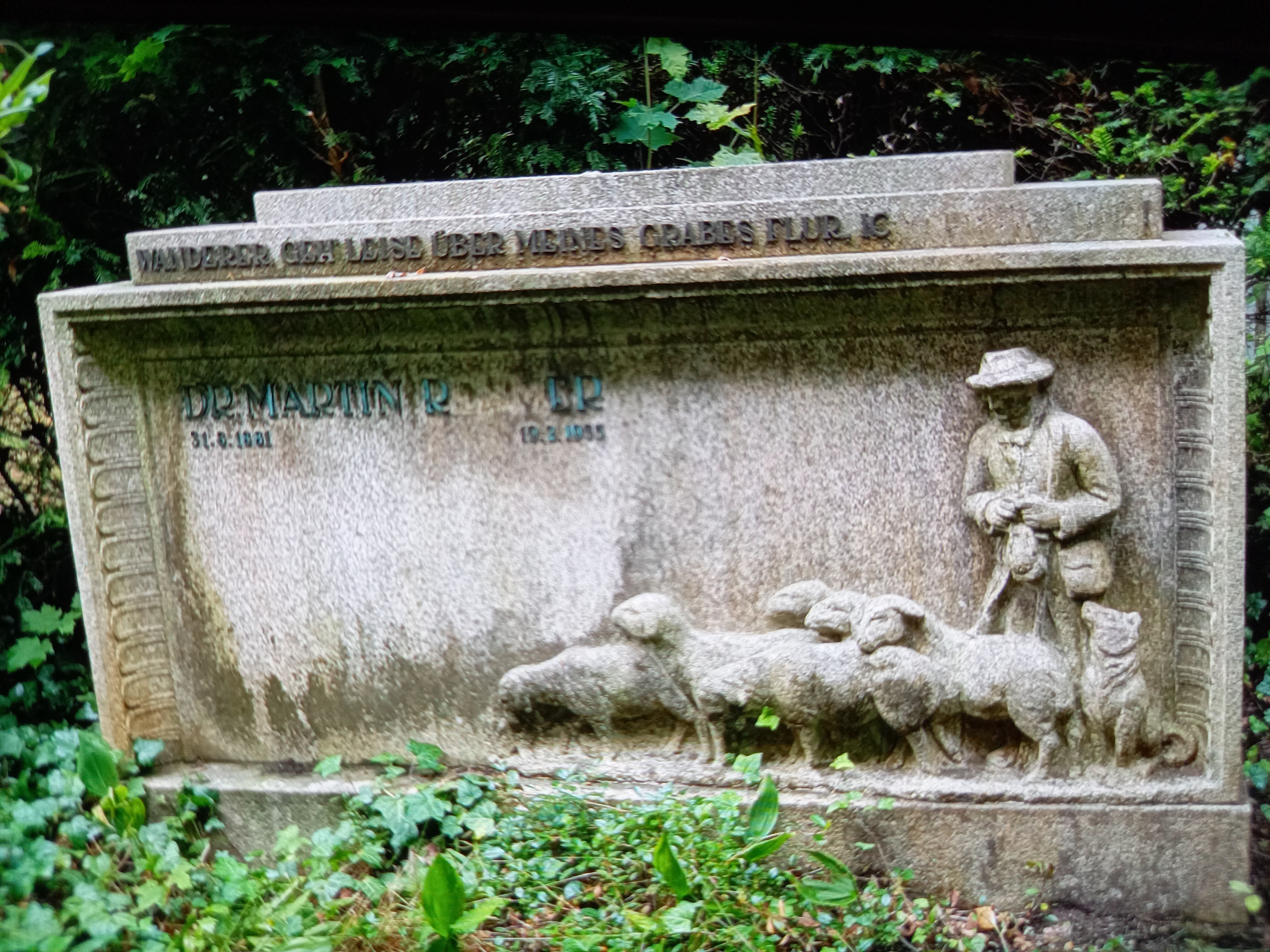
Grabstein von Martin Rehmer, Friedhof Wannsee (Berlin), Juni 2024

Anfang 1929 wurde er durch die Technische Hochschule Braunschweig als „Anerkennung für seine hervorragenden Verdienste um die deutsche Großkraftversorgung“ mit dem Ehrendoktortitel ausgezeichnet.
Rehmer war im Elektrotechnischen Verein aktiv und dort Vorsitzender des Fachausschusses für den Bau und Betrieb von Elektrizitätswerken. Er gehörte auch dem Verein Deutscher Ingenieure (VDI) und dem Berliner Bezirksverein des VDI an.
Johannes Adolph verfasste in der ETZ einen Nachruf auf Rehmer. Rehmer wurde am vier Tage nach seinem Tod am 23. Februar 1935 auf dem Friedhof Wannsee bestattet.

## Werke (Auswahl)
- gemeinsam mit Robert Kauffmann: Zur Zukunft der Berliner Elektrizitäts-Versorgung. Wegner, Berlin, 1925.
- Großkraftwerk Rummelsburg. In: ETZ, Band 47, Heft 43, 1926.
- Städteheizungsfragen in Berlin. In: Probleme der neuen Stadt Berlin, Band 18, 1926, S. 440 ff.
- Das Großkraftwerk Klingenberg. Fachheft, Nr. 52, VDI, 1927, S. 1829–1912.
- Das Kraftwerk West der Berliner Städtische Elektrizitätswerke Akt.-Ges. In: ETZ, Band 51, Heft 14 und 16, 1930, S. 485–498 und 557–570.
- gemeinsam mit Erich Schulz: Entwicklung der Stromversorgung der Bewag in Vergangenheit, Gegenwart und Zukunft. In: Elektrizitätswirtschaft, Jahrgang 29, 1930, S. 1–7 und 36–39.
- Der Ausbau und die Betriebsführung der Bewag seit dem Jahre 1924. In: Zeitschrift des VDI, Band 78, 1934 S. 539–545.